# Virginia Slims of Boston 1984
Il Virginia Slims of Boston 1984 è stato un torneo di tennis giocato sul sintetico indoor. È stata la 9ª edizione del torneo, che fa parte del Virginia Slims World Championship Series 1984. Si è giocato a Boston negli USA dal 26 marzo al 1º aprile 1984.

## Campionesse

### Singolare
Hana Mandlíková ha battuto in finale  Helena Suková con il punteggio di 7–5, 6–0

### Doppio
Barbara Potter /  Sharon Walsh hanno battuto in finale  Andrea Leand /  Mary Lou Daniels con il punteggio di 7–6, 6–0